# Râul Valea Morii, Sălăuța
Râul Valea Morii este un curs de apă, afluent al râului Sălăuța. 